# Communauté de communes du Toulois
Die Communauté de communes du Toulois ist ein ehemaliger französischer Gemeindeverband mit der Rechtsform einer Communauté de communes im Département Meurthe-et-Moselle in der Region Grand Est. Sie wurde am 1. Januar 2014 gegründet und umfasste 34 Gemeinden. Der Verwaltungssitz befand sich im Ort Écrouves.

## Historische Entwicklung
Mit Wirkung vom 1. Januar 2017 fusionierte der Gemeindeverband mit der Communauté de communes de Hazelle en Haye und bildete so die Nachfolgeorganisation Communauté de communes du Toulois et de Hazelle en Haye, die jedoch kurz danach auf Communauté de communes Terres Touloises umbenannt wurde.
Im Gegensatz dazu schloss sich die Gemeinde Hamonville der Communauté de communes Mad et Moselle an.

## Ehemalige Mitgliedsgemeinden
1. Andilly
2. Ansauville
3. Bicqueley
4. Boucq
5. Bouvron
6. Bruley
7. Charmes-la-Côte
8. Chaudeney-sur-Moselle
9. Choloy-Ménillot
10. Domèvre-en-Haye
11. Domgermain
12. Dommartin-lès-Toul
13. Écrouves
14. Foug
15. Grosrouvres
16. Gye
17. Hamonville
18. Lagney
19. Laneuveville-derrière-Foug
20. Lay-Saint-Remy
21. Lucey
22. Manoncourt-en-Woëvre
23. Manonville
24. Ménil-la-Tour
25. Minorville
26. Noviant-aux-Prés
27. Pagney-derrière-Barine
28. Pierre-la-Treiche
29. Royaumeix
30. Sanzey
31. Toul
32. Tremblecourt
33. Trondes
34. Villey-le-Sec